# Pericoma barbarica
Pericoma barbarica är en tvåvingeart som beskrevs av Vaillant 1955. Pericoma barbarica ingår i släktet Pericoma och familjen fjärilsmyggor. Inga underarter finns listade i Catalogue of Life.